# Norska Nobelkommittén

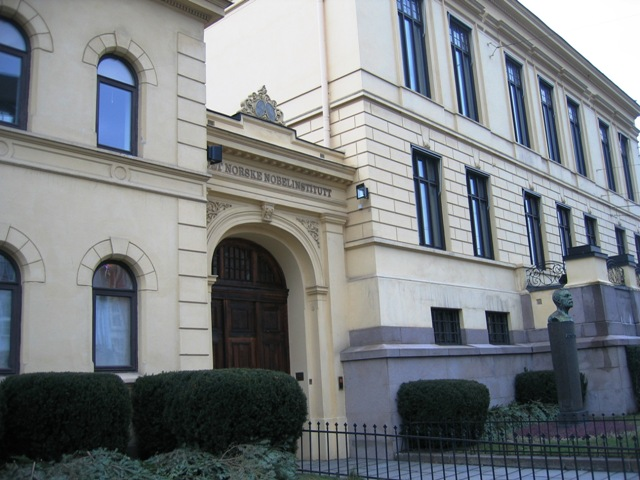
Norska Nobelinstitutet i Oslo.

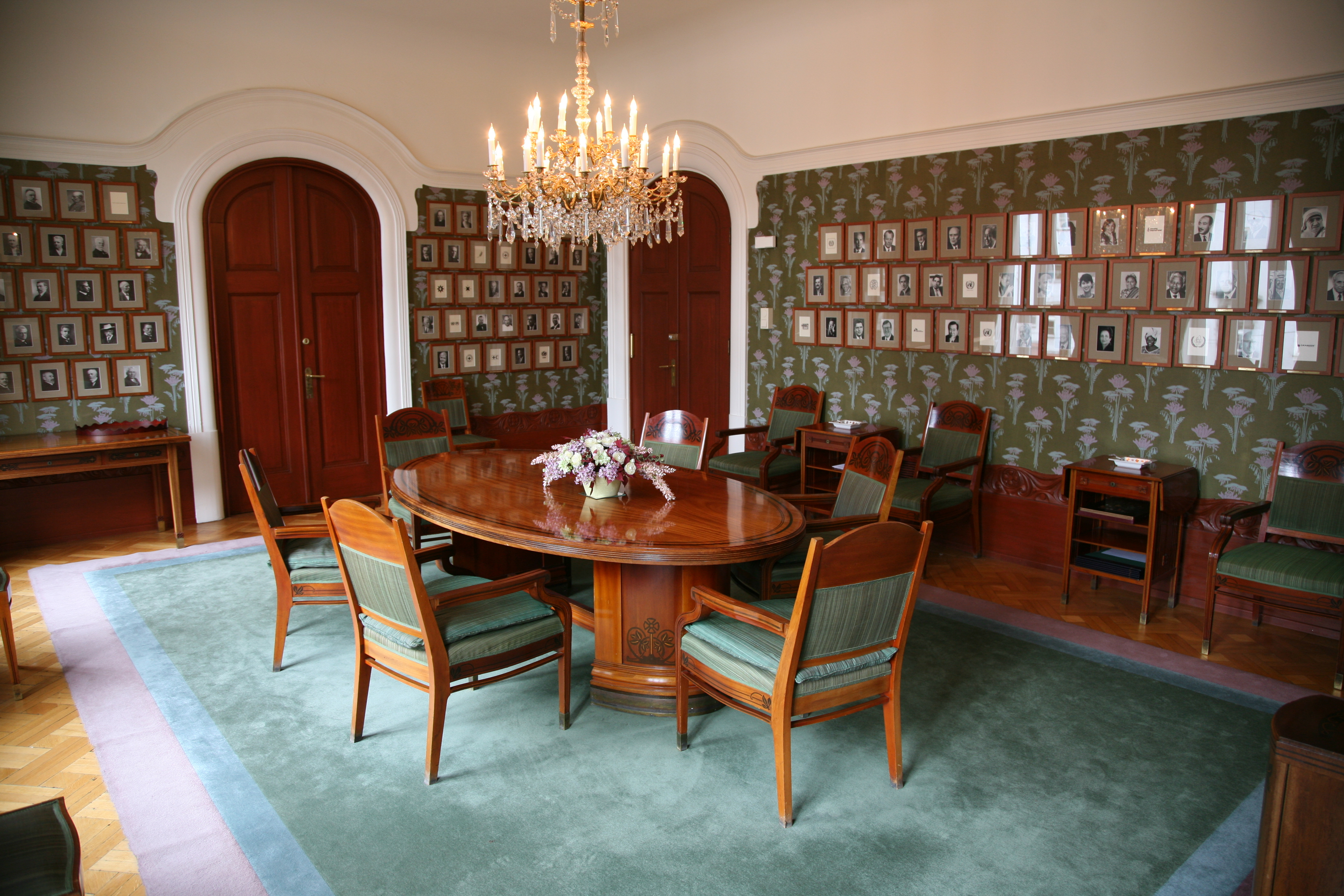
Norska Nobelkommitténs sammanträdesrum.

Norska Nobelkommittén (norska: Den norske Nobelkomité) är en kommitté bestående av fem personer som utses av norska Stortinget och vars syfte är att utse mottagare av Nobels fredspris. Kommitténs ledamöter väljs på sex år och kan väljas om. Genom att ledamöterna väljs för överlappande tidsperioder sker en viss förnyelse av kommittén var tredje år.
Till skillnad från de fyra övriga nobelkommittéerna är Norska Nobelkommittén inte bara ett beredande organ, utan beslutar även om vem som ska få priset.
Såväl Norska Nobelkommitténs beslutande ställning som dess storlek specificerades direkt i Alfred Nobels testamente, där han skrev "Prise[t]... för fredsförfäktare [utdelas] af ett utskott af fem personer som väljas af Norska Stortinget".
I praktiska frågor stöds Norska Nobelkommittén av Norska Nobelinstitutet.

## Nuvarande medlemmar av kommittén
Kommittén består av ledamöter valda för sexårsperioder som överlappar varandra. År 2024 bestod kommittén av följande fem personer:
- Jørgen Watne Frydnes, ordförande (invald för 2021–2026)
- Asle Toje, vice ordförande (2024–2029)
- Anne Enger, ledamot (2021–2026)
- Kristin Clemet, ledamot (2021–2026)
- Gry Larsen, ledamot (2024–2029)

## Ordförande
- 1900–1901: Bernhard Getz (avled på ämbetet)
- 1901–1922: Jørgen Løvland (avled på ämbetet)
- 1922–1922: Hans Jacob Horst
- 1922–1941: Fredrik Stang (avled på ämbetet)
- 1941–1942: Gunnar Jahn
- 1943–1943: Gunnar Jahn (tillförordnad)
- 1944–1945: Vakant
- 1945–1945: Carl Joachim Hambro
- 1945–1966: Gunnar Jahn
- 1967–1967: Nils Langhelle (avled på ämbetet)
- 1967–1967: Bernt Ingvaldsen
- 1968–1978: Aase Lionæs
- 1979–1981: John Sanness
- 1982–1990: Egil Aarvik (avled på ämbetet)
- 1990–1990: Gidske Anderson
- 1991–1999: Francis Sejersted
- 2000–2002: Gunnar Berge
- 2003–2008: Ole Danbolt Mjøs
- 2009–2015: Thorbjørn Jagland
- 2015–2017: Kaci Kullmann Five (avled på ämbetet)
- 2017–2023: Berit Reiss-Andersen
- 2024–: Jørgen Watne Frydnes

## Sekreterare
- Christian Lous Lange, 1901–1909
- Ragnvald Moe, 1910–1945
- August Schou, 1946–1973
- Tim Greve, 1974–1977
- Jakob Sverdrup, 1978–1989
- Geir Lundestad, 1990–2014
- Olav Njølstad, 2015–

## Tidigare medlemmar av kommittén
Sedan Norska Nobelkommittén började verka 1901 har den haft följande ledamöter:
- Jørgen Løvland, ordförande 1901–1921
- John Lund, ledamot 1901–1912
- Bjørnstjerne Bjørnson, ledamot 1901–1906
- Johannes Steen, ledamot 1901–1905
- Hans Jacob Horst, ledamot 1903–1931
- Carl Berner, ledamot (1904) 1905–1918
- Nikolaus Mathias Gjelsvik, tjänstgörande ersättare 1904
- George Francis Hagerup, ledamot 1906–1920
- Cornelius Bernhard Hanssen, ledamot 1913–1939
- Halvdan Koht, ledamot 1918–1936
- Wollert Konow, tjänstgörande ersättare 1920, ledamot 1922–1924
- Fredrik Stang, ledamot 1921, ordförande 1922–1941
- Christian Holtermann Knudsen, ledamot 1924
- Johan Ludwig Mowinckel, ledamot 1925–1936
- Axel Andreas Thallaug, ersättare 1925–1930, ledamot 1931–1933, ersättare 1934–1936
- Christian Lous Lange, ledamot 1934–1938
- Gunnar Jahn, ledamot 1938–1941, ordförande 1942–1966
- Birger Braadland, tjänstgörande ersättare 1937–1941, ledamot 1942–1948
- Martin Tranmæl, ledamot 1938–1963
- Anders Vassbotn, tjänstgörande ersättare 1939, ersättare ??–1944
- Carl Joachim Hambro, ledamot 1940–1963
- Halvard Manthey Lange, ledamot 1945–1948
- Christian S. Oftedal, tjänstgörande ersättare 1946–1948
- Herman Smitt Ingebretsen, tjänstgörande ersättare 1946
- Gustav Natvig-Pedersen, ledamot 1949–1965
- Helge Refsum, ersättare 1953–1965, tjänstgörande ersättare resp. ledamot 1965–1972
- Aase Lionæs, ledamot 1949–1968, ordförande 1968–1978
- Nils Langhelle, ledamot 1964–1966, ordförande 1967
- John Lyng, ledamot 1964–1965
- Erling Wikborg, tjänstgörande ersättare 1965–1966, ledamot 1967–1969
- Bernt Ingvaldsen, ledamot 1967–1975, tjänstgjorde som ordförande del av 1967
- Helge Rognlien, ledamot 1967–1973
- John Sanness, ledamot 1970–1978, ordförande 1979–1981
- Einar Hovdhaugen, ledamot 1973
- Egil Aarvik, ledamot 1974–1981, ordförande 1982–1990
- Trygve Haugeland, ledamot 1974–1984
- Sjur Lindebrække, ledamot 1976–1981
- Else Germeten, ledamot 1979–1984
- Gidske Anderson, ledamot 1982–1990 och 1991–1993, ordförande 1990
- Francis Sejersted, ledamot 1982–1990, ordförande 1991–1999
- Oddvar Nordli, ledamot 1985–1996
- Gunnar Stålsett, ledamot 1985–1990 och 1994–2002, ersättare 2003–2008
- Kaare Sandegren, tjänstgörande ersättare 1990 och 1996
- Kåre Kristiansen, ledamot 1991–1994
- Hanna Kristine Kvanmo, ledamot 1991–2002
- Sissel Rønbeck, ledamot 1994–2011
- Gunnar Berge, ledamot 1997–1999, ordförande 2000–2002
- Esther Kostøl, ledamot 1997
- Inger-Marie Ytterhorn, ledamot 2000–2017
- Ole Danbolt Mjøs, ordförande 2003–2008
- Berge Furre, ledamot (vice ordförande) 2003–2008
- Kaci Kullman Five,  ledamot 2003–2017, ordförande 2015–2017
- Thorbjørn Jagland, ledamot 2009–2020, ordförande 2009–2015
- Ågot Valle, ledamot 2009–2011
- Berit Reiss-Andersen, ledamot 2012–2023, ordförande 2017–2023
- Henrik Syse, ledamot 2015–2020